# Улица Богомолова (Королёв)
Улица Богомолова — улица в центральной части города Королёва Московской области.

## История

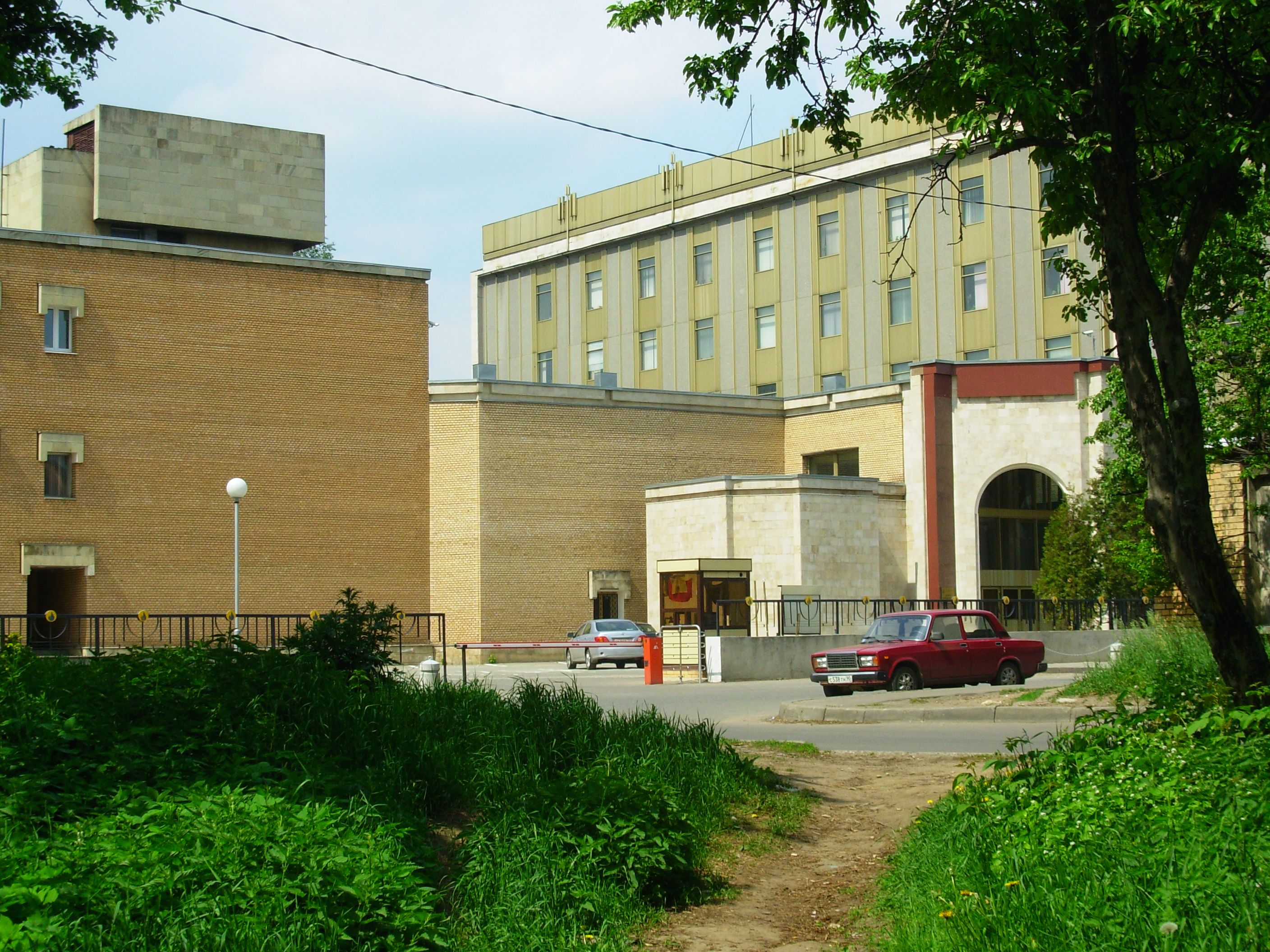
Здания ЦУП

Формирование нынешней улицы Богомолова началось в конце 19 века, после того как С. В. Перлов, сын знаменитого чаеторговца В. А. Перлова, купил у помещика С. В. Жукова лес у станции Подлипки. Наследники В. А. Перлова продали эту территорию предпринимателю А. Я. Вейнраубу, который приступил к созданию здесь дачных поселков «Сапожниково» и «Новоперловка».
На карте поселка «Сапожниково» улица, носящая ныне название Богомолова, уже проложена.
В начале 20 века часть улицы была застроена частными одноэтажными домами. Эта часть улицы называлась Семеновский проспект. В настоящее время от частных усадеб на улице в районе ЦУПа остался яблоневый сад.
Во время Великой Отечественной войны в подвалах домов на улице Кирова (ныне часть ул. Богомолова) устраивались бомбоубежища.
Застройка улицы многоэтажными домами проходила в 1975—1995 годах. На улице расположены корпуса молодёжных кооперативов (МЖК) работников ЦНИИМАШ. Второе название улицы, во времена СССР — улица Кирова.
По просьбе работников ЦНИИМАШ и КБ ХИММАШ часть улицы Кирова была переименована в улицу Богомолова в честь Богомолова Владислава Николаевича — директора КБ Химмаш.
Улица застроена 2—16-этажными домами. В райне ЦУПа на улице расположена охраняемая автостоянка.
В 2011 году на улице построено 11-этажное здание центра управления глобальной навигационной системой ГЛОНАСС.

## Трасса
Улица Богомолова разорвана на две части. Начальная часть проходит от улицы Гагарина до Пионерской улицы, далее от пересечения Пионерской улицы с комплексом зданий ФГУП ЦНИИМАШ до северной границы парка Лосиный остров.

## Памятники
- Памятник Ю. А. Мозжорину.
- Памятник академику Исаеву.

## Организации
- дом 1/24: Общественная приемная Депутата Государственной Думы Баскаева Аркадия Георгиевича, Временная экспозиция музея Марины Цветаевой
- дом 2а: Общежитие от ЦНИИМВ, Пожарный гидрант №0167
- дом 2/20: Мужское общежитие ССМТ
- дом 2: Мемориальная доска Богомолову В. Н. (1919—1997)
- дом 3а: Офис "Миэль-Королев"
- дом 4: Управление регистрационной палаты по г. Королев, Налоговая инспекция г. Королева
- дом 6: Лабораторное Отделение "ГЕМОТЕСТ"; Магазин "Продукты"
- дом 7: Автомойка
- дом 8: Психоневрологический диспансер ЛПМУ ЦГБ г. Королев, Пожарный гидрант №0169, Дневной стационар психоневрологического диспансера
- дом 9: Пожарный гидрант №0171, Кафе "Факел"
- дом 10: Памятник Ю.А. Мозжорину, Центр гигиены и эпидемиологии в Московской области
- дом 11: Поликлиника медико-санитарной части №6
- дом 12: Памятник конструктору Исаеву, Центр гигиены и эпидемиологии №170 Федерального медико-биологического агентства

На пересечении улиц Богомолова и Пионерской 30 лет стоял монумент первому спутнику Земли. В настоящее время монумент реконструирован и перенесен на проспект Космонавтов.